# Cértegui (ort)
Cértegui är en ort i Colombia.   Den ligger i departementet Chocó, i den västra delen av landet, 290 km väster om huvudstaden Bogotá. Cértegui ligger 53 meter över havet och antalet invånare är 2 854.
Terrängen runt Cértegui är huvudsakligen platt. Cértegui ligger nere i en dal. Runt Cértegui är det ganska glesbefolkat, med 45 invånare per kvadratkilometer. Närmaste större samhälle är Tadó, 12,4 km söder om Cértegui. I omgivningarna runt Cértegui växer i huvudsak städsegrön lövskog.